# 昂素镇
昂素镇，是中华人民共和国内蒙古自治区鄂尔多斯市鄂托克前旗下辖的一个乡镇级行政单位。

## 行政区划
昂素镇下辖以下地区：
昂素社区、玛拉迪社区、昂素嘎查、巴彦柴达木嘎查、巴彦乌素嘎查、哈日根图嘎查、巴彦呼日呼嘎查、玛拉迪嘎查、毛盖图嘎查、苏力迪嘎查、克仁格图嘎查、乌兰胡舒嘎查、沙日胡舒嘎查、巴彦乌珠日嘎查、阿日赖嘎查、明盖嘎查、圐圙嘎查和巴彦什里嘎查。